# Undir Gøtueiði
Undir Gøtueiði vagy Gøtueiði (dánul: Gøteejde) település Feröer Eysturoy nevű szigetén. Közigazgatásilag Eystur községhez tartozik.

## Földrajz
A Skálafjørður keleti partján fekszik, Skipanessel egybeépülve.

## Történelem
A települést 1850-ben alapították. Az 1980-as években vallási találkozóknak adott otthont.
2009. január 1. óta Eystur község része, előtte Gøta községhez (Gøtu kommuna) tartozott.

## Népesség
| Év              | Lakosság |
| --------------- | -------- |
| 1986. január 1. | 46       |
| 1991. január 1. | 51       |
| 1996. január 1. | 37       |
| 2001. január 1. | 37       |
| 2006. január 1. | 36       |

## Közlekedés
Undir Gøtueiði a Skipanes és Syðrugøta közötti út mentén fekszik, amely a sziget keleti fele, illetve Leirvíken keresztül Klaksvík felé teremt kapcsolatot. A települést érinti a 400-as és a 440-es buszjárat.

### Külső hivatkozások
- faroeislands.dk – fényképek és leírás (angol)
- Undir Gøtueiði, Visit Eysturoy (feröeri, angol)
- Undir Gøtueiði[halott link], Eystur község (feröeri)
- Undir Gøtueiði, fallingrain.com (angol)